# Мартинка (риба)
Мартинка припада породици уснача (Labridae). Мужјак нарасте до 12цм, а женка до 9цм. Тело им је издужено и бочно спљоштено. Промењиве је боје, што зависи од старости и станишта.Тако може бити маслинастозелена, жућкаста,смеђа па све тако до црквенкасте. На корену репа се налази црна тачка, а дуж целог бока протеже се белкастосребрнкасти појас.

## Карактеристике
Мартинка је распрострањена по целом Јадранском, Црном, Азовском мору.
Такође, мартинка живи у обалним пределима у плиткој води, на каменитом или песковитом дну.
Млади се крећу у малим групама, често удружени са осталим рибама из породице уснача. Одрасле јединке се најчешће задржавају саме. Хране се рачићима, пужевима и шкољкашима. Животни им је век до 5 година.
Током пролећа и лета главни им је задатак градња гнезда, завођење женки и чување јајашца. За градњу великог гнезда потребно им је стотине пута сакупити комадиће алги, пренети их у устима онда уплести у гнездо које се свакодневно мора одржавати чистим и уредним.
Гнездо је смештено на дубини од 2.5м у подручју насељеном смеђом алгом и како је зелене боје лако је уочљива женкама. Оне пливају у групама од неколико јединки и бирају гнездо. Мужјак осваја женку тако што показује своје свадбене боје. Након полагања икре он је отераи наставља се сам бринути о јајашцима; гради ново гнездо и чека нову женку. Женка одлази код других мушкараца и зна у једној години избацити 7000 комада икре.

## У акваријуму
Мартинка је погодна за држање због тога што не расте велика,живих је боја, занимљивог понашања и лако се навикне на живот у акваријуму. Подноси до 30C, али такође треба избегавати држати је на толико високој температури. Може да се храни сувом храном (листићима,гранулама) , реповима козица и артемија рачићима.

## Врсте
Мартинка или морски гргеч живи око две 2 до 3 године. Ова риба је чистач и помаже да се одстране паразити и бактерије са других већих риба. У њиховој популацији разликујемо 3 различите групе мушких јединки - тзв.”нестинг” мужјаке, њушкала и тзв. сателите. Први су највећи и јарких су боја. Њихова основна улога је да штите женке, праве и чувају гнезда и негују и пазе младе. Они праве гнезда од морских алги. Њушкала су најмања и по боји се скоро ни не разликују од женки. Они не чувају женке ни младе, и појављују се приликом парења женки и нестинг мужјака и покушавају да они уместо нестинг мужјака оплоде јајашца. Сателити су по величини и боји између прве две групације. Они помажу у заштити женки, терају њушкала, али не помажу у неговању младих. Још у раној младости се одређују ком типу се мужјаци припасти.